# Mystery Science Theater 3000
A Mystery Science Theater 3000 (gyakori rövidítéssel MST3K) egy amerikai vígjátéksorozat, amelyet Joel Hodgson készített.

## Cselekmény
A sitcom két "gonosz" tudósról szól, akik elrabolnak egy takarítót, és ZS-kategóriás, rossz filmeket nézetnek vele, hogy felkészítsék őt gonosz tervükben: elárasztani ilyen filmekkel a világot. Hogy a takarító megőrizze az eszét, három robot segítőt készített, akikkel együtt viccesen kommentálják ezeket a silány minőségű mozgóképeket. Ezt a folyamatot az angol nyelv "riffing"-nek hívja.

## Fogadtatás, közvetítés
Ez a szitkom nagyon népszerű lett Amerikában és egy kultusz-sorozat. A siker hatására később mozifilm is készült, amelyet 1996. április 19.-én adtak ki. Magyarországon soha nem ment a Mystery Science Theater 3000. Az USA-ban több tévéadója volt, köztük a Comedy Central is, ezért sokan hiszik, hogy az a csatorna készítette az MST3K-t.

## Folytatások
1996-ban film készült a sorozatból, 2017-ben a Netflix "rebootolta" a sorozatot, MST3K: The Return címmel. A reboot-ot két évad után eltörölte a Netflix.